# Gary Schunk
Gary Elwin Schunk  (* 27. September 1953; † 2. April 2021) war ein US-amerikanischer Jazzmusiker (Piano, Keyboard, auch Komposition).

## Leben
Schunk hatte eine klassische Ausbildung und betätigte sich in der Musikszene von Detroit u. a. als Begleiter von Sängern wie Sheila Landis und Mark Murphy (Sings the Nat King Cole Songbook, 1983); des Weiteren spielte er im Motor City Jazz Octet, mit Wendell Harrison, Earl Klugh, Brad Felt, Jerald Daemyon, Marcus Belgrave, Donald Walden, Walter White und George Benson. Außerdem legte er zwei Alben unter eigenem Namen vor, 1995 das Trioalbum The Key Players und 2014 das Album Kayak, mit Peter Erskine. Darauf spielte er neben eigenen Kompositionen Stücke von Kenny Wheeler, Cy Coleman und John Coltrane. Im Laufe seiner Karriere trat er regelmäßig im Detroiter Jazzclub Baker’s Keyboard Lounge, in Ann Arbor im The Bird of Paradise Jazz Club auf. Im Bereich des Jazz war er laut Tom Lord zwischen 1983 und 2015 an 40 Aufnahmesessions beteiligt.

## Diskografische Hinweise
- Gary Schunk: The Key Players (PAC 3, 1995), mit Jack Dryden, Tom Starr
- Gary Schunk: Kayak (Detroit Music Factory Records, 2014), mit Ray Parker, Peter Eskine
- Motor City Jazz Octet: Beyond Words (Empire Venture Group, 2015), mit Jimmy Smith, Joe Syrian, Mark Berger, Mike Rumbell, Steve Carryer, Steve Wood